# Jordan Burgess
Jordan Burgess (* 20. Juli 1994 in Estero) ist eine US-amerikanische Volleyballspielerin.

## Karriere
Burgess begann ihre Karriere an der Berkeley Preparatory School in Tampa. 2010 gewann sie mit dem US-Team die NORCECA-Jugendmeisterschaft in Guatemala-Stadt. 2011 erreichte sie mit der Mannschaft den neunten Platz bei der Jugend-Weltmeisterschaft in Ankara. 2012 ging Burgess zum Studium an die Stanford University und spielte im Universitätsteam. 2017 wurde die Außenangreiferin vom deutschen Bundesligisten VfB 91 Suhl verpflichtet. Sie verließ den Verein nach der Saison 2017/18.